# 林铁

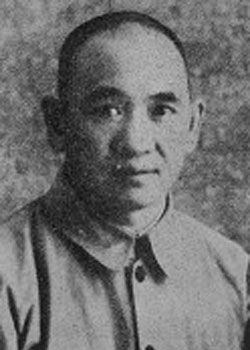
林铁（1949年）

林铁（1904年11月—1989年9月17日）四川万县人，原名刘树德。
林铁于1922年在重庆联合中学就学，1925年到北京先后考入中国大学，国立北京中俄大学，法政大学学习，1926年11月加入中国共产党，担任法政大学党支部组织委员，代支部书记。1928年赴法国巴黎大学统计学院勤工俭学，先后任中共留法委员会委员，训练部部长，书记。1932年1月赴莫斯科列宁学院学习，1933年入莫斯科东方大学学习，任中共东方大学中国支部书记。1935年回国担任东北军第53军中共工委书记，1937年任中共河北省委委员，军事部长，1938年担任北岳区党委委员兼民运部部长，组织部部长，北岳区党校校长，中共北方分局组织部副部长，部长，1944年担任冀中区党委书记兼军区政委。
1949年8月任中国共产党河北省委员会书记兼省军区政委，1952年11月兼任省府主席，1955年2月改名为省长，1956年7月改名为任河北省委第一书记，省长兼省军区第一政委，1958年5月党政分家，他担任中共河北省委第一书记兼省军区第一政委，中共中央华北局委员，1960年9月任华北局第三书记，华北协作组组长。文化大革命期间被解职，平反后任全国人大常委，中顾委委员，中组部顾问，副总理级待遇。
林铁曾为全国人大第一、第二、第三届代表，第五届常委。中共第八届中央委员，第一届中顾委委员，在北京逝世。